# Al-Khor Sports Club
Maillots
Al-Khor Sport Club (en arabe : نادي الخور الرياضي), plus couramment abrégé en Al-Khor SC, est un club qatarien de football fondé en 1979 et basé dans la ville d'Al-Khor.

## Historique
- 1961 : fondation du club sous le nom de Al-Taawun
- 1962 : absorption de Al-Jeel Sports Club
- 1964 : absorption de Nadi Al-Aswad
- 2002 : le club est renommé Al-Khor Sports Club

## Palmarès
| Compétitions nationales | Compétitions internationales                                  | |
| --- | ------------------------------------------------------------- | --- |
| \| - Coupe du Qatar de football : - Finaliste : 1979-80. \| \| - Coupe Crown Prince de Qatar (1) : - Vainqueur : 2005. - Coupe Sheikh Jassem de Qatar (1) : - Vainqueur : 2002. - Finaliste : 1999, 2000 et 2009. \| | - Coupe du golfe des clubs champions : - Finaliste : 2012-13. | |
| - Coupe du Qatar de football : - Finaliste : 1979-80. |                                                               | - Coupe Crown Prince de Qatar (1) : - Vainqueur : 2005. - Coupe Sheikh Jassem de Qatar (1) : - Vainqueur : 2002. - Finaliste : 1999, 2000 et 2009. |

## Personnages du club

### Entraîneurs du club
Le tableau suivant présente la liste des entraîneurs du club depuis 1979.
| Rang | Nom                           | Période              |
| ---- | ----------------------------- | -------------------- |
| 1    | Ronald Douglas (intérim)      | 1979                 |
| 2    | Marcos Falopa                 | janv. 1979-juin 1980 |
| 3    | Mohammed Mubarak Al Mohannadi | 1980                 |
| 4    | Marcos Falopa                 | 1980-1982            |
| 5    | ?                             | 1982-1987            |
| 6    | Alcides Romano Junior         | 1987-1989            |
| 7    | ?                             | 1989-1991            |
| 8    | Antal Szentmihályi            | 1991-1992            |
| 9    | Szapor Gábor                  | 1993-1994            |
| 10   | Bosse Nilsson                 | 1995                 |

| Rang | Nom                   | Période              |
| ---- | --------------------- | -------------------- |
| 11   | ?                     | 1996                 |
| 12   | Mowaffaq Mawla        | 1997-1998            |
| 13   | Alcides Romano Junior | 1998                 |
| 14   | Roberto Carlos        | 1998-1999            |
| 15   | José Roberto Ávila    | 1999-2000            |
| 16   | Paulo Henrique        | 2000-2001            |
| 17   | João Francisco        | 2001-2002            |
| 18   | Ladislas Lozano       | juil. 2002-juin 2003 |
| 19   | René Simões           | 2003                 |
| 20   | Robert Mullier        | 2003-2004            |

| Rang | Nom                       | Période                |
| ---- | ------------------------- | ---------------------- |
| 21   | René Exbrayat             | 2004-2006              |
| 22   | Jean-Paul Rabier          | juil. 2006-juin 2008   |
| 23   | Ladislas Lozano (intérim) | nov. 2007              |
| 24   | Bertrand Marchand         | juil. 2008-juin 2010   |
| 25   | Alain Perrin              | juin 2010-mai 2012     |
| 26   | László Bölöni             | juin 2012-mai 2015     |
| 27   | Jean Fernandez            | juin 2015-mai 2017     |
| 28   | Laurent Banide            | mai 2017-août 2020     |
| 29   | Frédéric Hantz            | septembre 2020-présent |

### Joueurs emblématiques
- Reynald Pedros
- Pascal Nouma
- Abdelilah Fahmi
- Rachid Rokki
- Youssef Rossi
- Mouhcine Iajour
- Mehdi Méniri
- Rafik Saïfi
- Moussa Pokong
- Bill Tchato
- Salam Shakir
- Abdoulaye Cissé
- Younis Mahmoud
- Frank Seator

## Évolution du blason

Ancien blason
Blason actuel